# Pretty Privilege
Pretty Privilege ist die bevorzugte Behandlung von schönen oder attraktiven Menschen in beruflichen und privaten Lebensbereichen.
Psychologische Ansätze wie der Halo-Effekt und das Attraktivitätsstereotyp erklären, dass äußere Schönheit mit positiven Eigenschaften assoziiert wird, was zu Vorteilen für attraktive Menschen führt. Evolutionäre Theorien betrachten Attraktivität als Signal für gute Gene und Gesundheit. Diese Merkmale spielen eine zentrale Rolle bei der Partnerwahl. Attraktive Menschen werden hierbei bevorzugt. Darüber hinaus erfahren attraktive Personen oft häufiger prosoziales Verhalten, etwa in Form von Hilfsbereitschaft oder Kooperation. Schon im Kindesalter erfahren attraktive Personen mehr Fürsorge und Förderung, was sich in Schule, sozialem Ansehen und später im Beruf fortsetzt. Auch im Strafrecht sind Vorteile festzustellen.
Neben solchen Vorteilen kann die Bevorzugung auch negative Auswirkungen für attraktive Menschen haben. Beispielsweise wenn dadurch mehr geschlechtsbezogene Stereotype aktiviert werden und deswegen angenommen wird, dass eine attraktive Frau weniger für einen Job geeignet ist. Insgesamt kann Pretty Privilege zur Diskriminierung von attraktiven wie auch weniger attraktiven Menschen führen und dadurch zu sozialer Ungleichheit beitragen.
Um die negativen Auswirkungen zu reduzieren, können Maßnahmen wie Counter-Stereotype Training helfen.

## Hintergrund
Bereiche, in denen Pretty Privilege gehäuft auftritt, sind zum Beispiel Jobmöglichkeiten, Gehalt, Beziehungen und Dating oder schulische Leistungen. Diese Präferenz zu attraktiven Menschen lässt sich bereits im Kindesalter feststellen. Die Bedeutung des Wortes „schön“ im Rahmen des Pretty Privilege ist gesellschaftlich beeinflusst. Dies bedeutet, dass vor allem normschöne Menschen, also Menschen, die den aktuell vorherrschenden Schönheitsstandards entsprechen, von der Bevorzugung profitieren. Gleichzeitig führt dies zur Benachteiligung von Personen, die nicht als normschön betrachtet werden.

## Ursachen

### Halo-Effekt
Der Halo-Effekt (halo: dt. Heiligenschein) ist eine kognitive Verzerrung in der Personenwahrnehmung. Er beschreibt die Tendenz, von bekannten Eigenschaften auf andere inhaltlich unterschiedliche, ähnlich gute oder ähnlich schlechte Eigenschaften zu schließen. Demnach verwenden Personen äußerliche oder wahrgenommene Merkmale, um weitere Merkmale einer Person zu beurteilen. Der Halo-Effekt wird als eine mögliche Erklärung des Pretty Privilege gesehen. Durch die wahrgenommene, äußere Attraktivität eines Menschen kann es zu Rückschlüssen über andere Merkmale der Person kommen. So werden attraktive Personen häufiger als intelligenter und sympathischer eingeschätzt als unattraktive Menschen. Diese positive Wahrnehmung einer Person kann eine bessere oder bevorzugte Behandlung mit sich ziehen.

### Attraktivitätsstereotyp
Mit dem Halo-Effekt verwandt werden oftmals Stereotype als Erklärung genutzt. Das Attraktivitätsstereotyp (auch: Beauty-is-good Stereotype) beschreibt die gesellschaftlich verbreitete Annahme, dass äußerlich attraktive Menschen auch positive Persönlichkeitsmerkmale wie Intelligenz, Freundlichkeit oder Kompetenz besitzen. Diese kognitive Verzerrung führt dazu, dass attraktive Personen oft unbewusst bevorzugt behandelt und mit besseren sozialen, beruflichen und persönlichen Chancen assoziiert werden. Häufig beginnt die Bevorzugung schon im jungen Alter. Attraktive Menschen wachsen demnach mit dem Wissen auf, attraktiv zu sein und dadurch Vorteile erlangen zu können. Dadurch kann ein hohes Selbstbewusstsein entstehen, das es den Personen erleichtert, riskantere Fragen zum Beispiel zu Gehaltserhöhungen zu stellen. Dies führt wiederum zu zusätzlichen Vorteilen attraktiver Personen.
Ein Problem dieser Theorien ist, dass oft nicht erklärt wird, warum die Stereotypen aktiviert werden und wieso vor allem positive Attribute im Zusammenhang mit Attraktivität stehen. Ein Forschungsteam hat diesbezüglich herausgefunden, dass Menschen dazu neigen, attraktiven Menschen positive Attribute zuzuschreiben, weil ein Wunsch nach Freundschaft und Kontakt besteht. Allerdings wurde auch hierbei nicht erklärt, woher dieser Wunsch kommt.

### Evolutionäre Erklärungen
Einige evolutionäre Ansätze begründen die Bevorzugung attraktiver Menschen damit, dass diese eher als potenzielle (Sexual-)Partner*innen gesehen werden. Die Bevorzugung kann sich positiv auf den Beziehungsaufbau auswirken und die Chancen auf eine Partnerschaft erhöhen. Andere Theorien gehen davon aus, dass die Tendenz, attraktiven Menschen gegenüber prosoziales Verhalten zu zeigen (z. B. helfen), so stark ausgeprägt ist, dass dieses Verhalten auch in Situationen vorkommt, die nichts direkt mit Partnersuche zu tun haben. Pretty Privilege kann demnach im beruflichen Kontext als Verhalten betrachtet werden, das ursprünglich für die Partnersuche evolutionär vorteilhaft war.
Außerdem signalisiert Attraktivität oftmals gute Gene und dementsprechend attraktiven und gesunden Nachwuchs. Auch Eltern scheinen ihre attraktiven Kinder zu bevorzugen. Begründet wird dies im evolutionären Ansatz damit, dass attraktive Kinder gute Genqualität aufweisen. Aus evolutionärer Sicht bedeuten gute Gene das Weiterbestehen des eigenen Erbguts. Die Sorge um schönen Nachwuchs kann also rentabler sein.

## Vorteile durch Pretty Privilege
Schon früh in der Entwicklung zeigt sich eine Bevorzugung aufgrund von Attraktivität. So erhalten Neugeborene von Müttern mehr Fürsorge, wenn diese sie als schön empfinden. Im weiteren Verlauf der Entwicklung werden attraktive Kinder stärker gefördert. Zudem wird ihren Bedürfnissen mehr Aufmerksamkeit geschenkt. Auch bei älteren Kindern und Jugendlichen wird diese Tendenz deutlich: Attraktivere Menschen genießen in der Regel höheres Ansehen, sind beliebter und haben mehr soziale Kontakte.

### Akademischer Kontext
In der Schulzeit setzt sich diese Präferenz fort. Ein Zusammenhang zwischen wahrgenommener Attraktivität und der Einschätzung akademischer Leistungen ist gut dokumentiert. Lehrkräfte bewerten attraktivere Schüler und Schülerinnen besser als weniger attraktive, wobei ihnen bessere Fähigkeiten, größere soziale Kompetenz, mehr Selbstbewusstsein und Beliebtheit zugeschrieben werden. Außerdem wird ihnen eher zugetraut, später in ihrer beruflichen Karriere eine Führungsposition einzunehmen. Dieses Pretty Privilege scheint dabei auf Attraktivitätsstereotypen zu basieren. Demnach spiegelt es die subjektive Einschätzung von Eigenschaften wider, nicht notwendigerweise die tatsächliche Leistung.

### Beruflicher Kontext
Attraktivität beeinflusst nicht nur alltägliche Aktivitäten, sondern spielt auch in der Arbeitswelt eine bedeutende Rolle. Arbeitgebende neigen dazu, eher Personen einzustellen, die sie als attraktiv wahrnehmen, da Attraktivität oft mit höherer Leistungsfähigkeit assoziiert wird. Die Arbeitsqualität attraktiver Menschen wird positiver wahrgenommen, und ihr berufliches Ansehen ist in der Regel höher. Verglichen mit gleich qualifizierten, aber weniger attraktiven Personen verdienen sie mehr und werden schneller sowie häufiger befördert.

### Strafrechtlicher Kontext
Darüber hinaus zeigen Studien, dass attraktive Menschen seltener auf deviantes Verhalten zurückgreifen müssen, um ihre Ziele zu erreichen. Im strafrechtlichen Kontext genießen sie ebenfalls Vorteile: Attraktive Personen erhalten häufiger mildere Strafen oder werden seltener schuldig gesprochen.

### Partnerwahl
Auch bei der Partnerwahl spielt Attraktivität eine entscheidende Rolle. Attraktive Menschen haben tendenziell bessere Chancen, Partnerschaften einzugehen und profitieren von einer größeren Auswahl. Attraktivität soll hierbei als Indikator für eine hohe Reproduktionsfähigkeit dienen. Neben biologischen Faktoren soll der Attraktivitätsstereotyp die Partnerwahl beeinflussen: Attraktive Menschen werden nicht nur aufgrund ihrer äußeren Merkmale, sondern auch wegen der ihnen zugeschriebenen positiven Persönlichkeitseigenschaften bevorzugt.

## Pretty Privilege als Diskriminierung
Physische Attraktivität ist eine Determinante sozialer Ungleichheit. Pretty Privilege kann als eine Form von Diskriminierung betrachtet werden. Dies kann sich auf Erfolg oder Misserfolg in nahezu allen Bereichen des menschlichen Zusammenlebens auswirken. Im Vergleich zu gleich qualifizierten, aber weniger attraktiven Menschen, werden attraktive Menschen eher bevorzugt. Sie werden tendenziell positiver bewertet und besser bezahlt. Zudem haben sie höhere Chancen einen Job zu erhalten. Dies kann als Diskriminierung gegen weniger attraktiven Menschen gesehen werden.
Allerdings gibt es auch Diskriminierung gegenüber attraktiven Menschen. Besonders im beruflichen Kontext kann dies festgestellt werden. In diesem Zusammenhang spricht man vom sogenannten „Beauty-is-beastly“-Effekt. Studien dazu zeigen, dass mit zunehmender Attraktivität nicht nur positive Persönlichkeitseigenschaften vermehrt zugeschrieben werden, sondern auch geschlechtsbezogene Stereotype aktiviert werden können. Beispielsweise werden attraktiven Frauen verstärkt feminine Eigenschaften zugeschrieben. In Handlungskontexten wie beispielsweise Bewerbungsprozesse für Berufe, die oft mit „männlichen“ Eigenschaften assoziiert werden, kann dies negative Auswirkungen haben. So wird die Leistung attraktiver Frauen negativer bewertet und die Leistung unattraktiverer Frauen positiver, sodass sie bessere Chancen haben einen Beruf mit „männlichen“ Eigenschaften zu bekommen.

## Counter-Stereotyp Training
Um Pretty Privilege zu verringern kann zum Beispiel das Counter-Stereotype Training angewendet werden. Hierbei macht man sich seiner eigenen Stereotypen bewusst. Ziel ist, seine Entscheidungen zu hinterfragen und mögliche kognitive Verzerrungen wie den Halo-Effekt zu erkennen und zu umgehen.